# Papaccio
Papaccio es un apellido de familia Italiano.
El apellido de Papaccio es frecuente, sobre todo, en Italia meridional, en la región Campania. 
La raíz "papa" es probablemente de origen griego y significa el "sacerdote". El apellido también podría derivar de "papaccella" una verdura similar al salchichón verde.

## Gente famosa
- Salvatore Papaccio, cantante italiano.